# Microeurybrachys vitrifrons
Microeurybrachys vitrifrons är en insektsart som beskrevs av Frederick Arthur Godfrey Muir 1931. Microeurybrachys vitrifrons ingår i släktet Microeurybrachys och familjen Gengidae. Inga underarter finns listade i Catalogue of Life.